# Via Cornelia

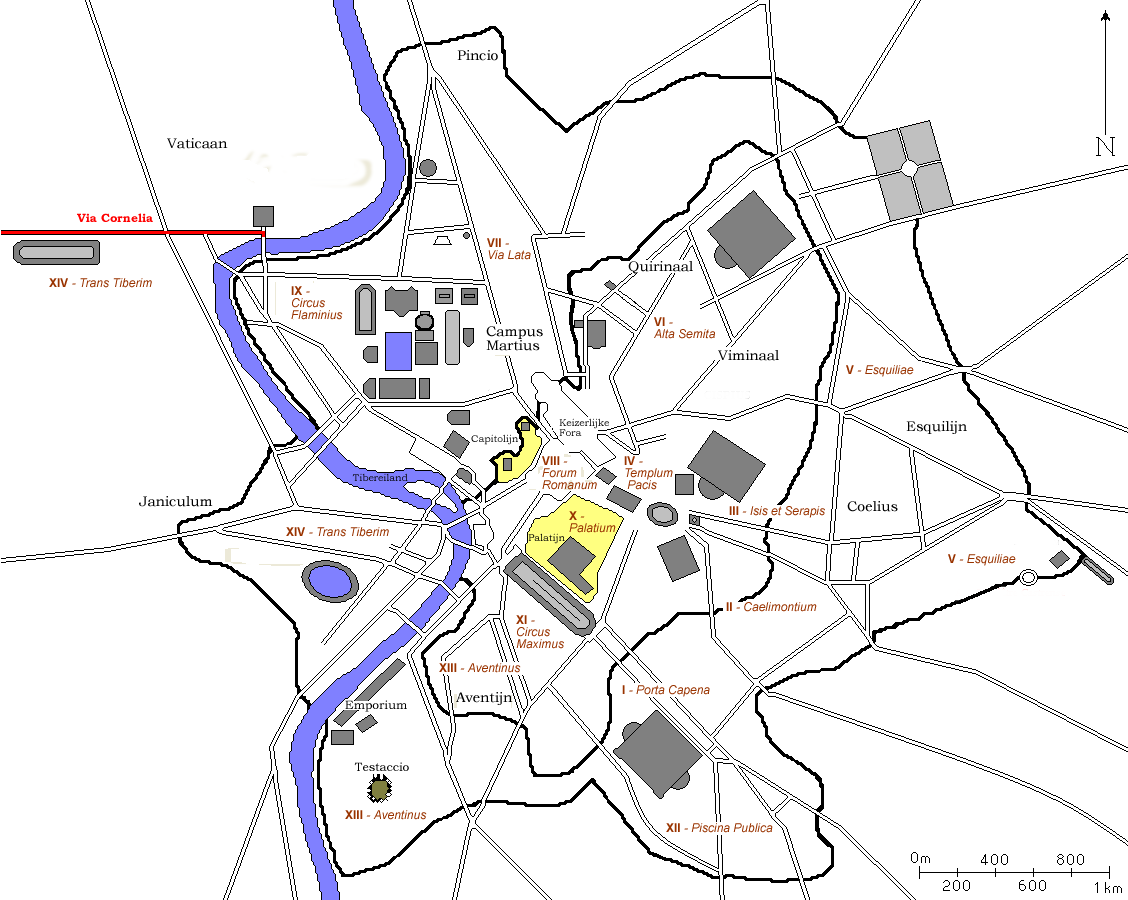
Kaart van het oude Rome met de Via Cornelia (in rood)

De Via Cornelia was een straat in het oude Rome.

## Loop
De Via Cornelia was een aftakking van de Via Triumphalis en liep op de westelijke Tiberoever over minstens 14 kilometer in westelijke richting. De rest van het tracé is niet meer bekend, maar mogelijk liep de weg daarna in noordelijke richting richting Boccea.
Keizer Caligula liet langs de weg een groot circus bouwen dat later door Nero werd gebruikt tijdens de eerste vervolgingen van de christenen. Nadat in de 2e eeuw de Pons Aelius werd gebouwd, werd de weg in oostelijke richting verlengd en aangesloten op de brug.

## Necropolis
Het was voor de Romeinen niet toegestaan hun doden binnen de stadsmuren te begraven, en hierdoor ontstonden er op de wegen net buiten de stad grote necropolissen. Zo ook aan de Via Cornelia, waar aan beide zijden van de weg veel graftombes werden gebouwd. Dit waren zowel kleine als zeer grote en luxegraven. Er werd zelfs een grote piramide gebouwd, die in latere tijden Meta Romuli werd genoemd omdat deze zo mooi was dat men aannam dat dit het graf van Romulus, de stichter van de stad, moet zijn geweest.

## De Sint-Pietersbasiliek
Het bekendste graf was het veronderstelde graf van de apostel Petrus, die volgens overleveringen uit de tweede eeuw in of bij het Circus van Nero ter dood zou zijn gebracht en begraven zou zijn in de necropolis. Met de opkomst van het christendom werd de tombe van Petrus steeds meer vereerd, en veel christenen wilden ook in zijn buurt begraven worden. Het circus werd al in de jaren zeventig van de eerste eeuw gesloten door Vespasianus, die de herinneringen aan zijn gehate voorganger wilde uitwissen. Na de legalisering van het christendom in 313 liet keizer Constantijn op het graf van Petrus de eerste Sint-Pietersbasiliek bouwen. Hiervoor moest dit deel van de Vaticaanheuvel geëgaliseerd worden. De Via Cornelia en de necropolis verdwenen onder een metersdikke laag grond waarop de kerk werd gebouwd. 
Bij de herbouw van de Sint-Pieter in de 16e en 17e eeuw werden veel van de oude graven teruggevonden. Bij archeologisch onderzoek in de 20e eeuw werden wederom een aantal graven teruggevonden, waaronder het veronderstelde graf van Petrus zelf. Deze zijn tegenwoordig onder begeleiding te bezichtigen in de catacomben onder de basiliek.